# Конаковска термоелектрана
Конаковска термоелектрана (рус. Конаковская ГРЭС) један је од највећих електро-енергетских објеката у централним деловима Русије. Налази се на северозападу европског дела Руске Федерације, на обалама вештачког Ивањковског језера код града Конакова у Конаковском рејону Тверске области. Као погонско гориво од 1982. године користи природни гас, док је резервни енергент мазут.
Састоји се од 4 енергетска блока који су наизменично пуштани у рад у периоду између 1965. и 1969. године. Поседује 8 турбина, по 4 турбине марке К-325-240-7МР и К-305-240 укупног капацитета 2.520 мегават часова електричне енергије и 120 Gcal/h топлотне енергије. Поседује три димњака, два висине 180 метара уједно се користе и као далеководи, док је трећи висине од 250 метара.
Власништво над објектом има компанија Енел Русија (рус. Энел Россия).